# 災害対策基本法
災害対策基本法（さいがいたいさくきほんほう、昭和36年11月15日法律第223号）は、災害対策に関する日本の法律である。
1959年（昭和34年）に愛知県、岐阜県、三重県および紀伊半島一帯を中心として全国に大きな被害をもたらした伊勢湾台風を契機に制定された。
内閣府防災担当政策統括官部局が所管し、総務省消防庁国民保護・防災部防災課、国土交通省大臣官房危機管理官職、経済産業省資源エネルギー庁電力・ガス事業部、原子力規制庁など各省庁と連携して執行にあたる。

## 目的
国土ならびに国民の生命、身体および財産を災害から保護するため、防災に関し、国、地方公共団体およびその他の公共機関を通じて必要な体制を確立し、責任の所在を明確にするとともに、防災計画の作成、災害予防、災害応急対策、災害復旧および防災に関する財政金融措置その他必要な災害対策の基本を定めることにより、総合的かつ計画的な防災行政の整備および推進を図り、もって社会の秩序の維持と公共の福祉の確保に資することを目的とする（第1条）。

## 構成
- 第一章　総則（第一条-第十条）
- 第二章　防災に関する組織
  - 第一節 中央防災会議（第十一条-第十三条）
  - 第二節　地方防災会議（第十四条-第二十三条の二）
  - 第三節　特定災害対策本部、非常災害対策本部及び緊急災害対策本部（第二十三条の三-第二十八条の六）
  - 第四節　災害時における職員の派遣（第二十九条-第三十三条）
- 第三章 防災計画（第三十四条-第四十五条）
- 第四章　災害予防
  - 第一節　通則（第四十六条-第四十九条の三）
  - 第二節　指定緊急避難場所及び指定避難所の指定等（第四十九条の四-第四十九条の九）
  - 第三節　避難行動要支援者名簿及び個別避難計画の作成等（第四十九条の十-第四十九条の十七）
- 第五章　災害応急対策
  - 第一節　通則（第五十条-第五十三条）
  - 第二節　警報の伝達等（第五十四条-第五十七条）
  - 第三節　事前措置及び避難（第五十八条-第六十一条の八）
  - 第四節　応急措置等（第六十二条-第八十六条の五）
  - 第五節　被災者の保護
    - 第一款　生活環境の整備（第八十六条の六・第八十六条の七）
    - 第二款　広域一時滞在（第八十六条の八-第八十六条の十三）
    - 第三款　被災者の運送（第八十六条の十四）
    - 第四款　安否情報の提供等（第八十六条の十五）

  - 第六節　物資等の供給及び運送（第八十六条の十六-第八十六条の十八）
- 第六章　災害復旧（第八十七条-第九十条）
- 第七章　被災者の援護を図るための措置（第九十条の二-第九十条の四）
- 第八章　財政金融措置（第九十一条-第百四条）
- 第九章　災害緊急事態（第百五条-第百九条の二）
- 第十章　雑則（第百十条-第百十二条）
- 第十一章　罰則（第百十三条-第百十七条）
- 附則

## 指定機関
第2条第三号から第五号までの規定によって内閣総理大臣が指定した機関（指定行政機関、指定地方行政機関、指定公共機関）は、法律の規定により災害発生時にそれぞれの職域における責任を果たす義務を負っている。

### 指定行政機関
平成21年8月28日内閣府告示第344号
- 内閣府
- 国家公安委員会
- 警察庁
- 金融庁
- 消費者庁
- 総務省
- 消防庁
- 法務省
- 外務省
- 財務省
- 文部科学省
- 文化庁
- 厚生労働省
- 農林水産省
- 経済産業省
- 資源エネルギー庁
- 中小企業庁
- 国土交通省
- 国土地理院
- 気象庁
- 海上保安庁
- 環境省
- 原子力規制委員会
- 防衛省
- デジタル庁[追加 1]

### 指定地方行政機関
平成27年4月1日内閣府告示第52号
- 沖縄総合事務局
- 管区警察局
- 総合通信局
- 沖縄総合通信事務所
- 財務局
- 地方厚生局
- 都道府県労働局
- 地方農政局
- 北海道農政事務所
- 森林管理局
- 経済産業局
- 産業保安監督部
- 那覇産業保安監督事務所
- 地方整備局
- 北海道開発局
- 地方運輸局
- 地方航空局
- 地方測量部および沖縄支所
- 管区気象台
- 沖縄気象台
- 管区海上保安本部
- 地方環境事務所
- 地方防衛局

### 指定公共機関
2023年（令和5年）6月23日現在

#### 公共的機関
- 国立研究開発法人
  - 防災科学技術研究所
  - 量子科学技術研究開発機構
  - 日本原子力研究開発機構（JAEA）
  - 農業・食品産業技術総合研究機構
  - 森林研究・整備機構（森林総研）
  - 水産研究・教育機構
  - 土木研究所
  - 建築研究所
  - 海上・港湾・航空技術研究所
- 独立行政法人
  - 国立病院機構
  - 地域医療機能推進機構
  - 水資源機構
  - 都市再生機構（UR都市機構）[追加 2]
  - 日本高速道路保有・債務返済機構
  - 鉄道建設・運輸施設整備支援機構（JRTT）[3]
- 道路会社
  - NEXCO（旧・日本道路公団）
    - 東日本高速道路（NEXCO東日本）
    - 中日本高速道路（NEXCO中日本）
    - 西日本高速道路（NEXCO西日本）

  - 本州四国連絡高速道路（JB本四高速）
  - 都市高速道路管理・運営会社
    - 首都高速道路
    - 阪神高速道路
- 空港会社
  - 成田国際空港
  - 新関西国際空港
  - 中部国際空港
- その他の公共的機関
  - 日本銀行
  - 日本赤十字社
  - 日本放送協会（NHK）
  - 電力広域的運営推進機関
  - 日本郵便

#### 公共的事業を営む法人
電気
- 北海道電力
  - 北海道電力ネットワーク
- 東北電力
  - 東北電力ネットワーク
- 東京電力ホールディングス
  - 東京電力リニューアブルパワー
  - 東京電力パワーグリッド
  - 東京電力エナジーパートナー
- 北陸電力
  - 北陸電力送配電
- 中部電力
  - 中部電力パワーグリッド
  - 中部電力ミライズ
- 関西電力
  - 関西電力送配電
- 中国電力
  - 中国電力ネットワーク
- 四国電力
  - 四国電力送配電
- 九州電力
  - 九州電力送配電
- 沖縄電力
- JERA
- 電源開発（J-POWER）
  - 電源開発送変電ネットワーク（J-POWER送変電）
- 日本原子力発電

都市ガス
- 東京瓦斯（東京ガス）
  - 東京ガスネットワーク
- 大阪瓦斯（大阪ガス）
  - 大阪ガスネットワーク
- 東邦瓦斯（東邦ガス）
  - 東邦ガスネットワーク
- 西部瓦斯（西部ガス）

LPガス元売り各社
- アストモスエネルギー
- ENEOSグローブ
- ジクシス
- 岩谷産業
- ジャパンガスエナジー

石油元売り各社
- 出光興産
- 太陽石油
- コスモ石油
- 富士石油
- ENEOS

輸送
- 物流事業
  - 日本通運（日通）
  - 福山通運
  - 佐川急便
  - ヤマト運輸
  - 西濃運輸
- JRグループ
  - 北海道旅客鉄道（JR北海道）
  - 東日本旅客鉄道（JR東日本）
  - 東海旅客鉄道（JR東海）
  - 西日本旅客鉄道（JR西日本）
  - 四国旅客鉄道（JR四国）
  - 九州旅客鉄道（JR九州）
  - 日本貨物鉄道（JR貨物）

通信
- NTTグループ
  - NTT
  - NTT東日本
  - NTT西日本
  - NTTドコモ
  - NTTドコモビジネス
- NTT以外
  - KDDI
  - ソフトバンク
  - 楽天モバイル

流通事業会社
- セブン&アイ・ホールディングス
  - イトーヨーカ堂
  - セブン-イレブン・ジャパン
- イオン
- ユニー
- ローソン
- ファミリーマート

その他
- 株式会社
  - 輸出入・港湾関連情報処理センター
- 公益社団法人
  - 全日本トラック協会
  - 日本医師会
- 一般社団法人
  - 全国建設業協会
  - 日本建設業連合会
  - 全国中小建設業協会
  - AZ-COM丸和・支援ネットワーク（AZ-COMネット）

## 災害緊急事態

### 災害緊急事態の布告
非常災害が発生し、かつ、当該災害が国の経済および公共の福祉に重大な影響を及ぼすべき異常かつ激甚なものである場合において、当該災害に係る災害応急対策を推進し、国の経済の秩序を維持し、その他当該災害に係る重要な課題に対応するため特別の必要があると認めるときは、内閣総理大臣は、閣議にかけて、関係地域の全部または一部について災害緊急事態の布告を発することができる。(第105条第1項)

### 布告の効果
災害緊急事態の布告があった場合の効果は以下の通り。
- 緊急災害対策本部(第28条の2)の設置義務(第107条)
- 対処基本方針の制定義務(第108条)
- 当該災害に関する情報の公表義務(第108条の2)
- 重要物資をみだりに購入しないことなどを国民に対して求める権限およびこれに対する国民の努力義務(第108条の3)
- 緊急措置(後述・第109条)
- 海外からの支援受け入れのための政令の制定権(第109条の2)

また、災害緊急事態の布告があった場合には、以下の措置が自動的に認められる。これらは、災害緊急事態が布告されていなくとも、必要に応じて政令の制定によって実施可能なものであるが、災害緊急事態の布告が発せられた場合は、政令の制定等をせずとも自動的に当該災害が政令によって措置の対象とされたとみなされる(第108条の4・第108条の5)。
- 避難所等に関する消防法の適用除外(第86条の2)
- 臨時の医療施設に関する医療法の一部(第4章)の適用除外(第86条の3)
- 埋葬および火葬に関する墓地、埋葬等に関する法律の一部(市町村長による埋葬の許可に関する規定など)特例(第86条の4)
- 廃棄物処理に関する特例措置(第86条の5)
- 行政上の権利利益に係る満了日の延長措置(特定非常災害特別措置法3条)、行政・刑事上の義務の履行期限の延期措置(特定非常災害法4条)、債務超過を理由とする法人の破産手続開始の決定の延期措置(特定非常災害法5条)および相続承認・放棄の期限の延期措置(特定非常災害法6条)

### 緊急措置

#### 政令の制定
災害緊急事態に際し国の経済の秩序を維持し、および公共の福祉を確保するため緊急の必要がある場合において、国会が閉会中または衆議院が解散中であり、かつ、臨時会の召集を決定し、または参議院の緊急集会を求めてその措置をまついとまがないときは、内閣は、以下の事項について必要な措置をとるため、政令を制定することができる。(第109条1項)
- 供給が特に不足している生活必需物資の配給または譲渡もしくは引渡しの制限もしくは禁止
- 災害応急対策もしくは災害復旧または国民生活の安定のため必要な物の価格等の最高額の決定
- 金銭債務の支払延期および権利の保存期間の延長

#### 政令違反に対する刑罰
上記の政令の違反に対しては、以下の内容の刑罰を科する旨を当該政令に定めることができる(第109条2項)。
- 二年以下の懲役もしくは禁錮、十万円以下の罰金、拘留、科料もしくは没収、またはこれらの併科
- 法人の代表者、従業員等がその政令に違反した場合に、当該法人に対しても、行為者と同様の罰金、科料または没収の刑を科する旨

### 国会の承認
内閣総理大臣は、災害緊急事態の布告を発したときは、これを発した日から二十日以内に国会に付議して、その布告を発したことについて承認を求めなければならない。ただし、国会が閉会中の場合または衆議院が解散されている場合は、その後最初に召集される国会において、すみやかに、その承認を求めなければならない。(第106条)
内閣総理大臣は、前項の場合において不承認の議決があったとき、国会が災害緊急事態の布告の廃止を議決したとき、または当該布告の必要がなくなったときは、すみやかに、当該布告を廃止しなければならない。(第106条2項)
また前述の緊急措置を政令で定めた場合においては直ちに臨時会または参議院の緊急集会を開かねばならず緊急措置を継続する場合には代替する法律が制定されなければならないものとされ、その他の場合においても国会の承認を受けなければならないものとされる。(第109条4項)代替の法律が施行された時あるいは制定されない事が決定した時には政令は失効し(同条5項)代替の法律が制定されずに臨時会が開かれてから二十日が経過するか(緊急集会の場合は十日)臨時会の会期が終了した時にも失効する。(同条6項)海外からの支援受け入れのための政令についても同様とされる。(第109条の2)

## その他

### 罹災証明書
罹災証明書（りさいしょうめいしょ。「罹」が常用漢字に含まれていないため、り災証明書と表記する場合もある）とは、市区町村が被災者の申請によって、住まいの家屋の被害状況の調査を行い、その被害状況に応じて被害状況を認定し、これを証明するものである。罹災証明書は本法律第90条の2による。被災者から申請があった場合の交付は義務づけられており、また交付に必要な業務の実施体制の確保を図るために必要な措置を講ずるよう平時から努めることが市町村長の義務として規定されている。
罹災証明書は各種被災者支援策の判断材料として活用される。支援策には以下のようなものがある。
- 給付：被災者生活再建支援金、義援金など
- 融資：住宅金融支援機構融資、災害援護資金など
- 減免・猶予：税、保険料、公共料金など
- 現物支給：災害救助法に基づく応急仮設住宅、住宅の応急修理

災害救助法が適用されるレベルの自然災害（特に激甚災害）が発生した場合には申請件数が膨大となり、自治体の処理能力が不足する問題が生じている。
なお被災建築物応急危険度判定は自治体などが地震の二次被害を防止するために実施する調査の一つで、建築の専門家が「危険（赤）」「要注意（黄）」「調査済（緑）」と記載されたステッカーを建物に貼り付けていくもので、罹災証明書の被害認定とは異なるものである。

### 追加
1. ↑  2021年（令和3年）9月1日付のデジタル庁設置法に伴う一部改正で追加。
2. ↑  2017年（平成29年）7月1日付けで追加[2]。
3. ↑  2020年4月1日付で追加[4]。
4. ↑  2017年（平成29年）7月1日付けで追加[5]。